# Robert de Brus, Lord of Annandale (um 1220)

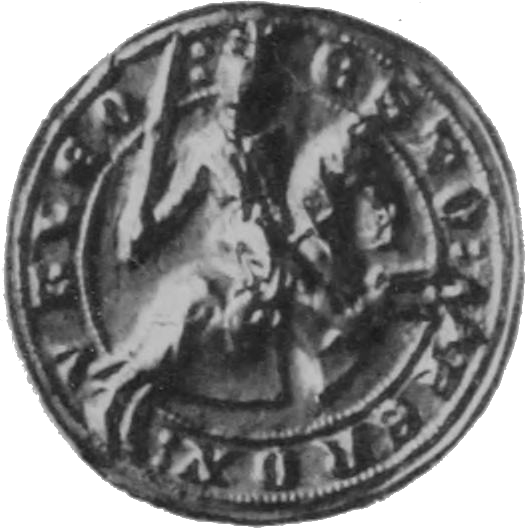
Siegel von Robert de Brus von 1291

Robert de Brus, Lord of Annandale (auch Robert V de Brus oder Robert de Bruce, genannt Robert the Noble) (* um 1220; † 31. März 1295 in Lochmaben Castle) war ein englisch-schottischer Magnat. Er gehörte zu den Anwärtern auf den schottischen Thron.

## Herkunft
Robert de Brus entstammte der ursprünglich anglonormannischen Familie Brus. Er war ein Sohn seines gleichnamigen Vaters Robert IV de Brus und von dessen Frau Isabel († 1251). Beim Tod seines Vaters vor 1233 war er noch minderjährig. Sein Vormund wurde Peter de Brus aus Skelton, ein entfernter Verwandter aus der älteren Linie der Familie Brus. Dieser übernahm auch die Verwaltung seiner englischen Besitzungen. 1237 war Robert de Brus vermutlich noch minderjährig, als er zusammen mit anderen schottischen Baronen schwor, den Vertrag von York einzuhalten. Spätestens Juni 1242 war er volljährig geworden. Seine Mutter Isabel war die zweite Tochter und damit eine Miterbin von Earl David of Huntingdon. Nach ihrem Tod 1251 erbte er 1252 umfangreiche Besitzungen in Essex und Garioch in Aberdeenshire.

## Rolle als Magnat mit Besitzungen in England und in Schottland

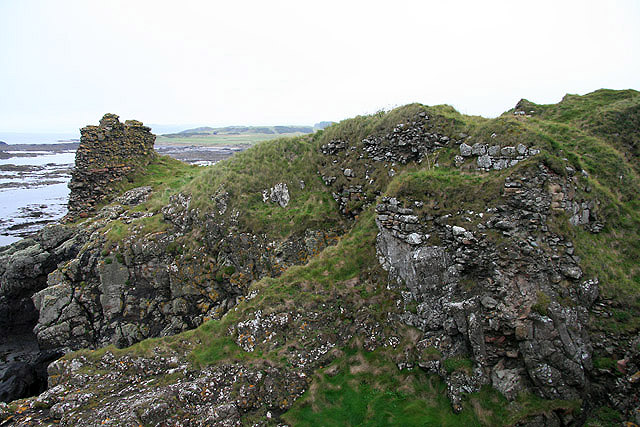
Die Ruine von Turnberry Castle. Fotografie von 2010. In der Burg versammelten sich 1286 zahlreiche schottische Adlige, wahrscheinlich um die Thronfolge von Brus zu unterstützen.

Nach dem Tod von Alexander II. 1249 verweigerte Brus dem mächtigen Walter Comyn, Earl of Menteith seine Unterstützung und duldete offensichtlich, dass Alan Durward, der Justiciar of Scotia, zunächst weiter die Regierung führte. Er wurde zwar zu den Ratgebern des jungen schottischen Königs Alexander III. gezählt und bewährte sich 1255 beim Sturz von Walter Comyn und dessen Unterstützern durch Durward, doch tatsächlich war Brus vor allem in England und weniger in Schottland tätig. Der Versuch des englischen Königs Heinrich III. im September 1255, die schottische Politik zu beeinflussen, bewog ihn auch dazu, am 22. August Brus zum Sheriff von Cumberland zu ernennen. Brus wurde zum Nachfolger von John de Balliol, der bislang als Vertreter des Königs in Schottland gedient hatte, sich aber den Zorn des Königs zugezogen hatte. Nachdem die Krise in Schottland beigelegt werden konnte, wurde Brus bereits am 28. Oktober wieder als Sheriff entlassen. 1257 schickte ihn der englische König als Gesandten nach Schottland. Möglicherweise gehörte er nur in dieser Funktion 1258 dem Rat des schottischen Königs an. Obwohl Brus ein Schwager des Earl of Gloucester war, der ab 1258 einer der Führer der Adelsopposition gegen den englischen König war, gibt es keinen Beleg dafür, dass Brus sich aktiv an dem Machtkampf zwischen den Baronen und dem König beteiligt hat. Vermutlich hielt er sich bis 1262 in Schottland auf, ehe er nach England zurückkehrte. Im Oktober und Dezember 1263 bezeugte er Urkunden des englischen Königs. Danach muss er sich wieder nach Hartness oder nach Schottland zurückgezogen haben, bis er während des Kriegs der Barone zu einer Armee von nordenglischen und schottischen Baronen gehörte, die dem englischen König zu Hilfe kam. Die königliche Partei wurde jedoch im Mai 1264 in der Schlacht von Lewes von den Truppen der Adelsopposition geschlagen. Brus geriet in Gefangenschaft und wurde von seinem Sohn Robert VI de Brus ausgelöst. Trotz der Niederlage konnte Brus während des Feldzugs offenbar ein gutes Verhältnis zum englischen Thronfolger Eduard aufbauen. Nachdem die königliche Partei die Adelsopposition in der Schlacht von Evesham im August 1265 entscheidend besiegt hatte, gehörte Brus zu den Baronen, die sich am Besitz der geschlagenen Rebellen bereicherten. Er besetzte dabei Güter von Walter de Fauconberg und von John de Melsa. In den nächsten Jahren stand er weiter im Dienst von Heinrich III. Von 1267 bis 1268 hatte er das Kommando über Carlisle Castle, und 1269 reiste er im Auftrag des Königs nach Schottland. Offensichtlich nahm er im März 1270 an einer vom schottischen König Alexander III. einberufenen Versammlung in Scone teil, bei der ein Streit über die Rechte an den Pfarreien in Annandale beigelegt wurde. Ein Brief des Königs über diese Versammlung ist ausnahmsweise auf Französisch gehalten, der Muttersprache von Brus, so dass Brus den Brief geschrieben haben könnte. 1270 beabsichtigen die Söhne von Brus, am Kreuzzug des englischen Thronfolgers Eduard teilzunehmen, doch es nicht geklärt, ob sie an dem Kreuzzug teilnahmen. Sein ältester Sohn blieb nachweislich in England bzw. Schottland, worauf Brus trotz seines fortgeschrittenen Alters sich 1271 dem Kreuzzug von Edmund, dem Bruder des Thronfolgers Eduard anschloss. Auf seiner Rückreise von Palästina besuchte Brus Clairvaux. Dort pilgerte er zum Grab des heiligen Malachias, um den Fluch aufzuheben, den der Heilige über seinen Vorfahren Robert II de Brus ausgesprochen hatte.

## Anwärter auf den schottischen Thron

### Rolle im Thronstreit nach dem Tod von Alexander III.
1278 gehörte Brus Sohn Robert zum Gefolge von Alexander III., als dieser nach Tewkesbury reiste. Wohl wegen des fortgeschrittenen Alters von Robert V de Brus begleitete sein Sohn den König auf dieser Reise. Dennoch hatte sich Brus noch nicht aus der Politik zurückgezogen. Von 1283 bis 1285 diente er erneut als Sheriff von Cumberland. 1284 gehörte er zu den schottischen Magnaten, die nach dem Tod von Alexander, dem einzigen Sohn von Alexander III. schworen, dessen Enkelin Margarete, die sogenannte Maid of Norway, als Thronerbin anzuerkennen. Nach dem Tod von Alexander III. im März 1286 war die schottische Thronfolge aber ungeklärt, da Königin Yolande schwanger war. Im September 1286 trafen sich zahlreiche Anhänger von Brus in dessen Burg Turnberry, wo sie beschlossen, zwei irische Magnaten, den Earl of Ulster und den Lord of Thomond in Irland zu unterstützen. Dies gilt als Beleg dafür, dass Brus sich zu diesem Zeitpunkt bereits als potentieller Thronanwärter sah. Nachdem Yolande im November entweder eine Fehlgeburt oder ein totgeborenes Kind hatte, sah Brus sich als Nachfahre von David of Huntingdon als Thronkandidat. Er ließ eine Reihe königlicher Burgen in Südwestschottland besetzen, doch er erhielt offenbar weniger Unterstützung, als er erhofft hatte. Den Guardians of Scotland gelang es deshalb bis zum Frühjahr 1287, dass die Maid of Norway allgemein als Thronerbin anerkannt wurde. Dadurch konnte der Frieden im Reich wiederhergestellt werden.

### Erneuter Thronanspruch nach dem Tod der Maid of Norway
Die nächsten beiden Jahre verliefen ohne Fortschritte in der Thronfolgeregelung. Während dieser Zeit wurden Brus oder seinen Unterstützern keine königlichen Burgen zur Verwaltung übertragen. 1289 gehörte er jedoch anstelle des Guardian James Stewart zu den vier schottischen Gesandten, die über eine Heirat der Maid of Norway mit dem englischen Thronfolger Eduard verhandelten. Im Oktober 1290 waren zahlreiche schottische Magnaten in Scone versammelt, um die Maid of Norway bei ihrer Ankunft in Schottland zu begrüßen. Als stattdessen die Nachricht eintraf, dass die Maid of Norway während der Überfahrt gestorben sei, beschloss Brus, unterstützt vom Earl of Atholl, die Thronfolgefrage gewaltsam zu lösen. Durch Verhandlungen konnte ein Bürgerkrieg doch noch verhindert werden. Die schottischen Magnaten erklärten sich nun aber bereit, dem englischen König Eduard I. die Entscheidung zu übertragen, wer der rechtmäßige schottische Thronfolger sei. In dieser politisch unruhigen Zeit wandte sich Brus wohl im Dezember 1290 in einem Brief an den englischen König. In diesem beschwerte er sich über die Anhänger seines Rivalen John Balliol. Er behauptete dabei, dass sieben schottische Earls seinen Thronanspruch unterstützen würden. Es konnten allerdings mit Mar und Duncan, 9. Earl of Fife nur zwei der sieben Earls namentlich genannt werden, von denen Fife ein Kleinkind war. Somit ist zweifelhaft, wer der eigentliche Urheber war. Brus drängte den englischen König sogar, nach Schottland zu kommen, um die Oberherrschaft zu beanspruchen, die Richard I. 1189 leichtfertig und widerrechtlich an den schottischen König Wilhelm I. verkauft hätte. Wenn Eduard I. die Oberherrschaft über Schottland erreicht hätte, solle er anschließend den berechtigten Thronanspruch von Brus durchsetzen. Es war wohl kein Zufall, dass Eduard I. im Mai 1291, als er an die schottische Grenze zog, tatsächlich die Oberherrschaft beanspruchte. Brus, aber auch die Thronanwärter Graf Florens von Holland und der englische Baron John Hastings erkannten diesen Anspruch sofort an.

### Rolle im Great Cause
Letztlich waren Balliol und Brus die einzigen unter den dreizehn Thronanwärtern, die einen ernsthaften Anspruch hatten. Über ihre und über die Ansprüche der anderen Anwärter sollte eine Versammlung von 100 Richtern entscheiden. Wie Balliol durfte Brus vierzig Vertreter in diese Versammlung entsenden, die über den sogenannten Great Cause entscheiden sollte. Die restlichen zwanzig Vertreter benannte der englische König, der auch den Vorsitz hatte. Während Balliol als Nachfahre der ältesten Tochter von David of Huntingdon gemäß der Primogenitur den Thron beanspruchte,  erklärte Brus, dass sich die Erbfolge einer Monarchie von der Erbfolge um Landbesitz unterscheiden würde. Deshalb würde er als Enkel von David of Huntingdon näher der Krone stehen, da Balliol nur ein Urenkel war. Dazu war er der Sohn einer Tochter des Königsbruders, während Balliol der Sohn einer Tochter einer Tochter war, demnach wäre die männliche Erbfolge höher zu werten als die doppelte weibliche bei Balliol. Balliols Mutter Dervorguilla hätte kein Recht, ihren Erbanspruch auf ihren Sohn zu übertragen, während Brus als Mann ein Vorrecht hätte. Die Belege in diesem komplexen Thronfolgestreit sind nur bruchstückhaft erhalten, doch sie zeigen, dass in dem Streit erheblich manipuliert und eingegriffen wurde. Unter anderem wurde behauptet, dass schon Alexander II., als er um 1238 noch kinderlos war, Brus als Erben eingesetzt haben soll. Dies sollen die schottischen Barone bezeugt und anerkannt haben, doch die Urkunde blieb auf mysteriöse Weise verschwunden. Auch Graf Florens bezog sich vor allem auf verschwundene Urkunden, wobei er sich wohl von Brus inspirieren ließ. Tatsächlich schloss Brus am 14. Juni 1292 mit Florens ein Abkommen, nach dem sie, falls einer von ihnen König würde, dem anderen umfangreiche Landschenkungen aus dem Krongut machen würden. Brus versuchte mit dieser Absprache und anderen Mitteln, die Thronfolge von Balliol zu verhindern. Wahrscheinlich war er auch die treibende Kraft, als König Erik von Norwegen als Schwiegersohn des verstorbenen Alexander III. einen Thronanspruch erhob. Unterstützt von Rechtsgelehrten aus Paris beanspruchte Brus im Juli 1292, dass im Fall einer Thronfolge von Balliol Schottland wie eine Baronie betrachtet werden solle. In diesem Fall würde das Krongut unter den drei Teilerben von David of Huntingdon, Balliol, Brus und Hastings, aufgeteilt. Nach dieser Argumentation würde also die Monarchie im Erbfall genau wie Landbesitz behandelt werden, womit Brus seiner früheren Argumentation widersprach. Am 6. November 1292 entschied die Versammlung jedoch, dass Balliol der rechtmäßige Thronfolger sei. Zusammen mit Hastings hatte Brus sieben Tage Zeit, um Einspruch gegen diese Entscheidung einzulegen. Danach bestätigte der englische König am 17. November die Thronfolge von Balliol. Brus hatte bereits zuvor am 7. November seinen Thronanspruch auf seinen Sohn Robert de Brus, Earl of Carrick übertragen. Dieser übertrug am 9. November das Earldom Carrick an seinen Sohn Robert Bruce, womöglich, damit er in Schottland kein Krongut besaß und somit Balliol nicht huldigen musste.
Auch wenn Balliol rechtlich den stärkeren Thronanspruch hatte, war Brus offenbar fest überzeugt, dass er der rechtmäßige Thronfolger sei. Er beanspruchte den Thron eher entsprechend den politischen Möglichkeiten und nicht nach dem damaligen Recht. Als Magnat, dessen Besitzungen vor allem in Schottland lagen, wurde er von den Earls of Dunbar, Lennox, Atholl und Mar, vom Stewart und von weiteren mächtigen Familien unterstützt. Balliol dagegen war vor allem ein Baron aus England, der in Schottland vor allem von den mächtigen Comyns unterstützt wurde. Wie Balliol hatte Brus gute Anwälte beschäftigt. Durch seine Anerkennung der Oberherrschaft des englischen Königs hatte er versucht, diesen für sich zu gewinnen. Eduard I. hatte wohl tatsächlich zunächst Brus bevorzugt, doch letztlich hatte er sich anders entschieden.

## Letzte Jahre und Tod

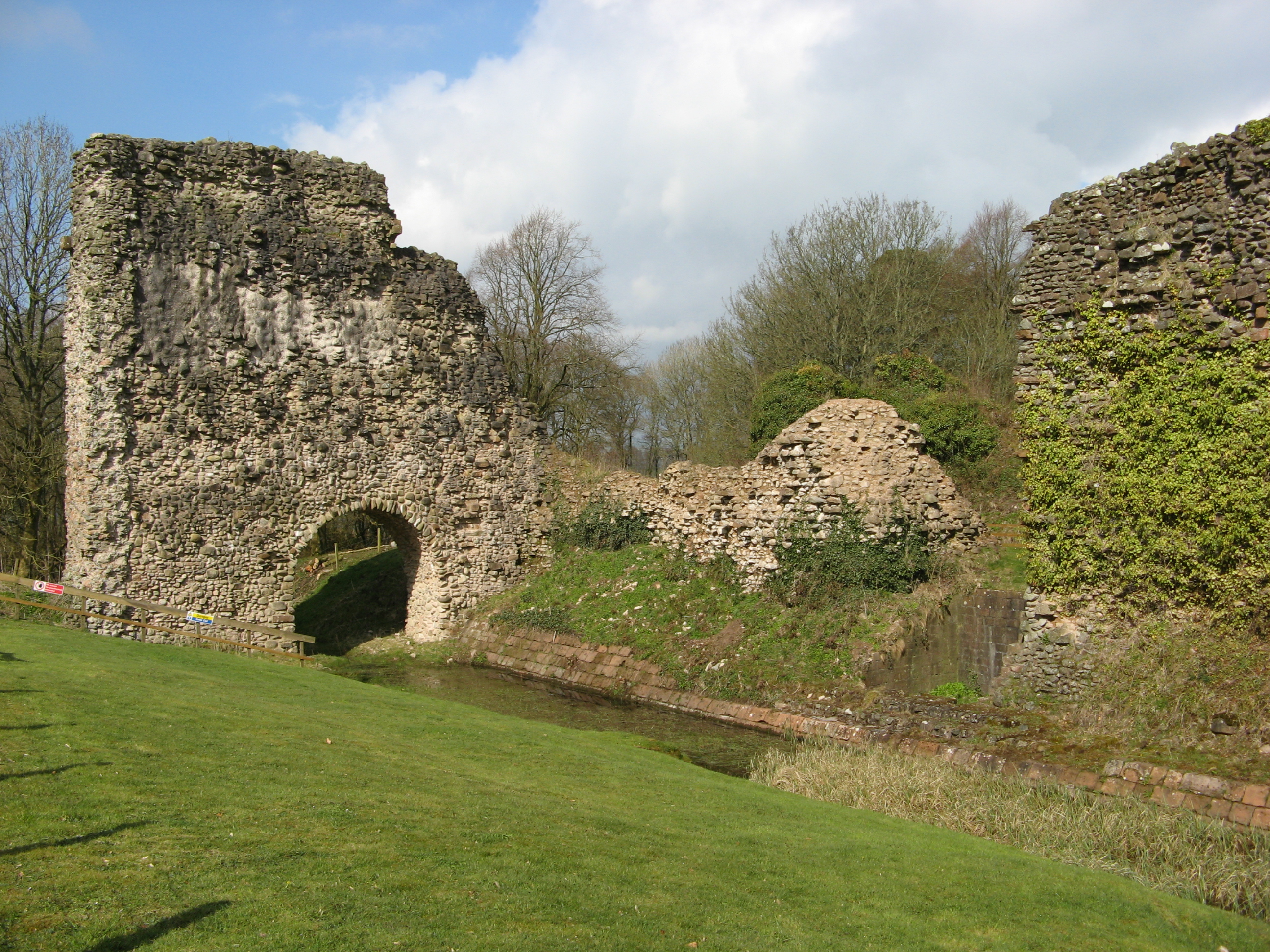
Die Ruine von Lochmaben Castle, Fotografie von 2008. Robert de Brus ließ die Burg ausbauen und starb auch dort.

Nach der Einsetzung von Balliol als König spielte Brus keine politische Rolle mehr. Er starb auf Lochmaben Castle, das vermutlich unter ihm erheblich ausgebaut worden war. Er wurde am 17. April 1295 neben seinem Vater in Gisborough Priory beigesetzt.

## Ehen und Nachkommen
Brus hatte im Mai 1240 Isabel, eine Tochter von Gilbert de Clare, 4. Earl of Gloucester geheiratet. Trotz ihrer Abstammung von einer der reichsten Familien Englands betrug ihre Mitgift nur ein einzelnes Gut. Mit ihr hatte er mindestens zwei Söhne:
- Richard Brus († 1285/86)
- Robert VI de Brus, Earl of Carrick (1243–1304)

Nachdem seine Frau 1264 oder wenig später gestorben war, heiratete Brus zwischen 1270 und Mai 1275 in zweiter Ehe die bereits zweifach verwitwete Christina († 1305). Sie war die Tochter und Erbin von Sir William of Ireby, einem Ritter aus Cumberland. Die Ehe blieb kinderlos. Offenbar stieß diese Ehe bei mehreren Verwandten und auch bei seinem Sohn auf Ablehnung. Nach seinem Tod versuchte sein Sohn Robert, seiner Stiefmutter Christina das ihr zustehende Wittum zu verweigern, da er die Ehe für unrechtmäßig ansah.